# Подсараица
Подсараица — упразднённая в 2020 году деревня в Великоустюгском районе Вологодской области.
Входила в состав Орловского сельского поселения, с точки зрения административно-территориального деления — в Орловский сельсовет.

## География
Расстояние по автодороге до районного центра Великого Устюга — 95 км, до центра муниципального образования Чернево — 20 км. Ближайшие населённые пункты — Ершово, Обрадово, Томашево.

## Палеонтология
В отложениях раннего триасового периода (нижнеиндский подъярус) деревни Подсараица найден ископаемый образец темноспондильной амфибии Tupilakosaurus.

## Население
| 2010 |
| ---- |
| 0    |

По данным переписи в 2002 году постоянного населения не было.